# Paolo Eleuteri Serpieri
Paolo Eleuteri Serpieri (Veneza, Itália 29 de Fevereiro de 1944) é um escritor de histórias em quadrinhos e  ilustrador italiano, conhecido pelo alto nível de detalhes em seus trabalhos retratando as formas humanas, particularmente de mulheres em quadrinhos eróticos. É mais conhecido pelo seu trabalho na série erótica de ficção científica Druuna.

## Início da carreira
Serpieri mudou-se para Roma quando jovem para estudar pintura e arquitetura na Fine Art Academy em Roma com Renato Guttuso e iniciou sua carreira como pintor em 1966, mas em 1975 ele transferiu seu foco para os quadrinhos ao assumir um cargo na revista italiana Lanciostory. Um grande fã do Velho Oeste americano, com o escritor Raffaele Ambrosio, Serpieri foi co-autor de L'Histoire du Far-West ("A História do Oeste"), uma série sobre a história do Velho Oeste que foi publicada nas revistas Lancio Story e Skorpio. Alguns dos títulos foram L'Indiana Bianca (The Índio Branco) and L'Uomo di Medicina (O Homem da Medicina). A partir de 1980 Serpieri trabalhou em coleções como Découvrir la Bible, assim como em pequenas histórias para revistas como como L'Eternauta,, Il Fumetto e Orient-Express.